# كيت دوجلاس ويجين
كيت دوجلاس ويجين (بالإنجليزية: Kate Douglas Wiggin) هي كاتبة أمريكية ولدت في بنسلفانيا في 28 سبتمبر 1856 وتوفيت في لندن في 24 أغسطس 1923 اشتهرت بكتابة قصص للأطفال.

## مؤلفاتها
- ربيكا فتاة مزرعة صني بروك (1903)

## روابط إضافية
- مؤلفات كيت دوجلاس ويجين في مشروع غوتنبرغ
- Bowdoin collection and brief biography نسخة محفوظة 13 أبريل 2013 على موقع واي باك مشين.
- The Dorcas Society of Hollis & Buxton, Maine نسخة محفوظة 20 أغسطس 2008 على موقع واي باك مشين.
- free online sheet music of Nine Love Songs and a Carol by Kate Douglas Wiggin
- texts and MIDI sequences of 11 songs by Kate Douglas Wiggin
- كيت دوجلاس ويجين على موقع IMDb (الإنجليزية)
- كيت دوجلاس ويجين على موقع الموسوعة البريطانية (الإنجليزية)
- كيت دوجلاس ويجين على موقع قاعدة بيانات برودواي على الإنترنت (الإنجليزية)
- كيت دوجلاس ويجين على موقع إن إن دي بي (الإنجليزية)
- كيت دوجلاس ويجين على موقع قاعدة بيانات الفيلم (الإنجليزية)